# Horaku-ji
Hōraku-ji (en japonès: 法楽寺) és un temple budista situat a Higashisumiyoshi-ku, Osaka, Japó.

## Història
El temple va ser fundat l'any 1178 per Taira no Shigemori, fill de Taira no Kiyomori, per honrar els esperits dels guerrers que van morir en la batalla, independentment del seu bàndol
El temple va ser destruït per les forces d'Oda Nobunaga el 1571, però va ser reconstruït poc després.